# Ассоциация Олимпийских игр и Игр Содружества Белиза
Ассоциация Олимпийских игр и Игр Содружества Белиза (англ. Belize Olympic and Commonwealth Games Association) — организация, представляющая Белиз в международном олимпийском движении. Основана и зарегистрирована в МОК в 1967 году.
Штаб-квартира расположена в городе Белизе. Является членом Международного олимпийского комитета, Панамериканской спортивной организации и других международных спортивных организаций. Осуществляет деятельность по развитию спорта в Белизе.